# Miguel Hidalgo y Costilla, Tabasco
Miguel Hidalgo y Costilla är en ort i Mexiko.   Den ligger i kommunen Balancán och delstaten Tabasco, i den sydöstra delen av landet, 800 km öster om huvudstaden Mexico City. Miguel Hidalgo y Costilla ligger 6 meter över havet och antalet invånare är 292.
Terrängen runt Miguel Hidalgo y Costilla är mycket platt. Runt Miguel Hidalgo y Costilla är det glesbefolkat, med 20 invånare per kvadratkilometer. Närmaste större samhälle är Ingeniero Mario Calcáneo Sánchez, 14,5 km söder om Miguel Hidalgo y Costilla. Omgivningarna runt Miguel Hidalgo y Costilla är en mosaik av jordbruksmark och naturlig växtlighet.